# FC Urartu Jerewan

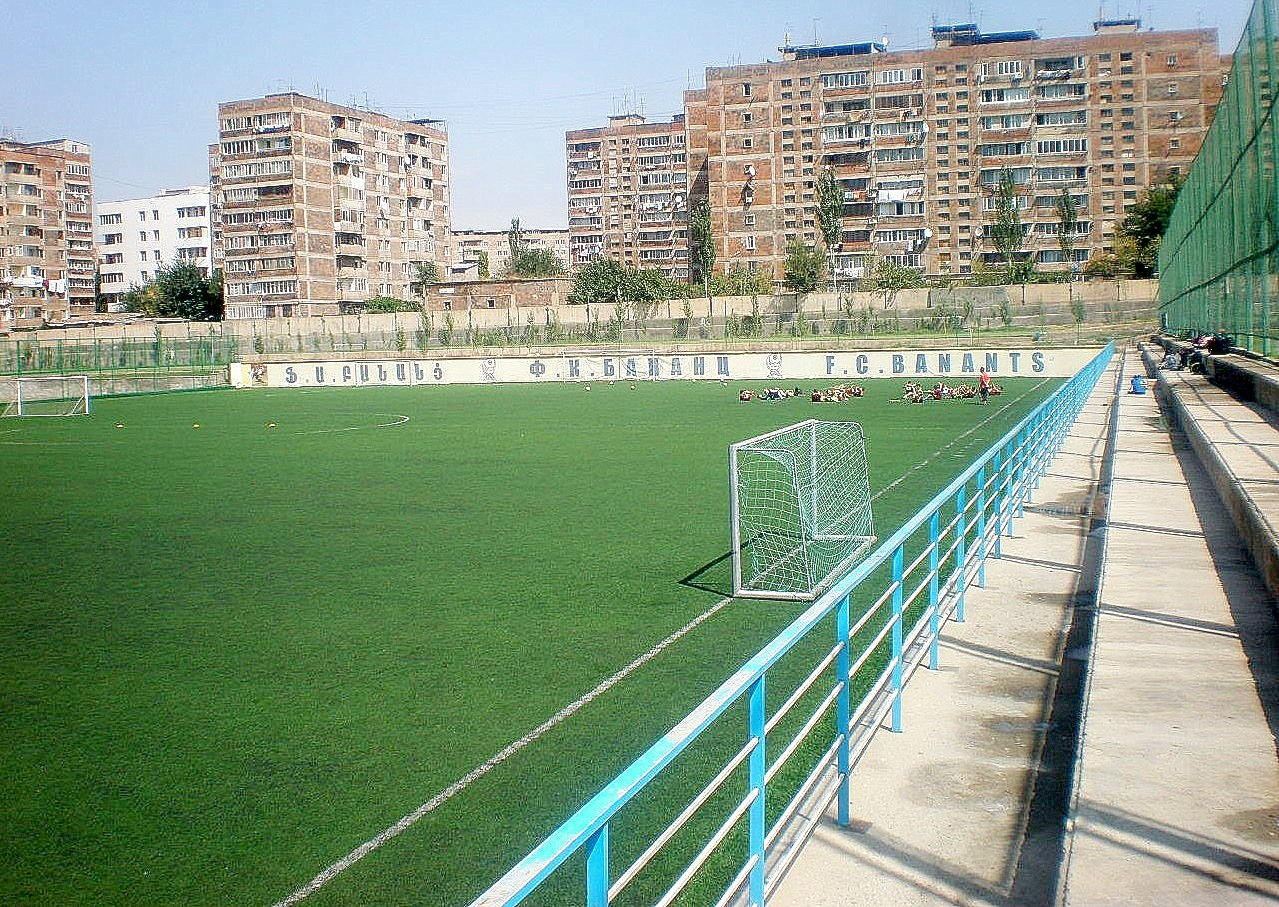
Trainingsplatz des Vereins, 2014

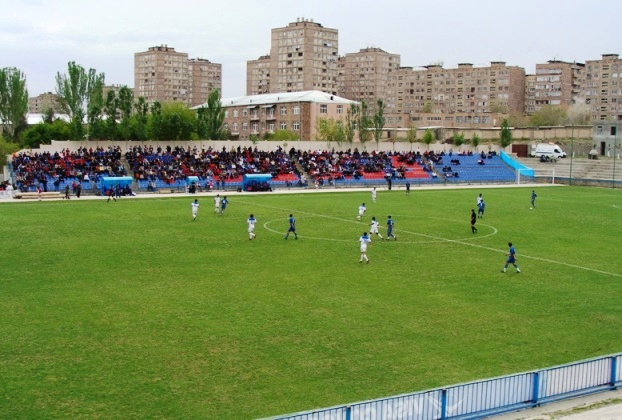
Das Stadion des Vereins, 2008

Der FC Urartu Jerewan ist ein armenischer Fußballverein aus der Hauptstadt Jerewan, der zurzeit in der Bardsragujn chumb (1. Liga) spielt.

## Geschichte
Der Verein wurde als Banants Kotayk 1992 in Abowjan (Region Kotajk) gegründet. Im selben Jahr gelang der Gewinn des ersten Pokalwettbewerbs, als im Finale Homenetmen Jerewan durch einen 2:0-Erfolg besiegt werden konnte. Zwischen 1995 und 2001 fusionierte der Club mit dem FC Kotajk Abowjan. Nach der Trennung 2001 erfolgte der Umzug nach Jerewan, wo man seither spielt.
Anfang 2003 fusionierte der Klub mit dem jüngeren Spartak Jerewan, wobei der kommunistische Vereinsname Spartak verschwand. Bekannte Spieler wie Samwel Melkonjan spielten unter Banants. 2007 wurde dank professioneller Arbeit der armenische Pokal gewonnen.
In den letzten Jahren konnte sich Banants mehrmals auf den vorderen Rängen der Bardsragujn chumb platzieren und erreichte somit die Qualifikationsrunde des UEFA-Pokals, scheiterte dort jedoch regelmäßig. 2003 und 2004 stand man zudem jeweils im Finale des nationalen Pokals. MIKA Aschtarak (1:0) bzw. FC Pjunik Jerewan (6:5 nach Elfmeterschießen) waren jedoch zu stark für den Klub.
In der Saison 2012/13 belegte Banants nur den achten Tabellenplatz und wäre eigentlich in die Aradschin chumb abgestiegen, jedoch zog sich Impuls Dilidschan am 26. Juni 2013 freiwillig zurück, wodurch der FC Banants als Tabellenletzter noch die Klasse hielt.
In der Spielzeit 2013/14 wurde der FC Banants erstmals armenischer Meister und nahm dadurch an der Qualifikation zur UEFA Champions League 2014/15 teil, wo man in der 1. Runde am FC Santa Coloma scheiterte.
Im August 2019 wurde der Club von "FC Banants" in "FC Urartu" umbenannt.

## Erfolge
Armenischer Meister2014, 2023
Armenischer Pokal
Sieger: 19921, 2007, 2016, 2023
Finalist: 2003, 2004, 2010, 2024
Armenischer Supercup
Sieger: 2014
Finalist: 2005, 2008, 2010, 2011, 2016
1als Banants Abowjan

### Europapokalbilanz
| Saison  | Wettbewerb                    | Runde                  | Gegner               | Gesamt          | Hin     | Rück          |
| ------- | ----------------------------- | ---------------------- | -------------------- | --------------- | ------- | ------------- |
| 2003/04 | UEFA-Pokal                    | Qualifikation          | Hapoel Tel Aviv      | 2:3             | 1:1 (A) | 1:2 (H)       |
| 2004/05 | UEFA-Pokal                    | 1. Qualifikationsrunde | FK Mariupol          | 0:4             | 0:2 (A) | 0:2 (H)       |
| 2005/06 | UEFA-Pokal                    | 1. Qualifikationsrunde | Lokomotive Tiflis    | 4:3             | 2:3 (H) | 2:0 (A)       |
| 2005/06 | UEFA-Pokal                    | 2. Qualifikationsrunde | FK Dnipro            | 2:8             | 2:4 (H) | 0:4 (A)       |
| 2006/07 | UEFA-Pokal                    | 1. Qualifikationsrunde | Ameri Tiflis         | (a)2:2(a)       | 1:0 (A) | 1:2 (H)       |
| 2007/08 | UEFA-Pokal                    | 1. Qualifikationsrunde | BSC Young Boys       | 1:5             | 1:1 (H) | 0:4 (A)       |
| 2008/09 | UEFA-Pokal                    | 1. Qualifikationsrunde | FC Salzburg          | 00:10           | 0:7 (A) | 0:3 (H)       |
| 2009/10 | UEFA Europa League            | 1. Qualifikationsrunde | NK Široki Brijeg     | 1:2             | 0:2 (H) | 1:0 (A)       |
| 2010/11 | UEFA Europa League            | 1. Qualifikationsrunde | Anorthosis Famagusta | 0:4             | 0:3 (A) | 0:1 (H)       |
| 2011/12 | UEFA Europa League            | 1. Qualifikationsrunde | Metalurgi Rustawi    | 1:2             | 0:1 (H) | 1:1 (A)       |
| 2014/15 | UEFA Champions League         | 1. Qualifikationsrunde | FC Santa Coloma      | (a)3:3(a)       | 0:1 (A) | 3:2 (H)       |
| 2016/17 | UEFA Europa League            | 1. Qualifikationsrunde | Omonia Nikosia       | 1:5             | 0:1 (H) | 1:4 n. V. (A) |
| 2018/19 | UEFA Europa League            | 1. Qualifikationsrunde | FK Sarajevo          | 1:5             | 1:2 (H) | 0:3 (A)       |
| 2019/20 | UEFA Europa League            | 1. Qualifikationsrunde | FK Čukarički         | 0:8             | 0:3 (A) | 0:5 (H)       |
| 2021/22 | UEFA Europa Conference League | 1. Qualifikationsrunde | NK Maribor           | 0:2             | 0:1 (A) | 0:1 (H)       |
| 2023/24 | UEFA Champions League         | 1. Qualifikationsrunde | HŠK Zrinjski Mostar  | 3:3 (3:4 i. E.) | 0:1 (H) | 3:2 n. V.(A)  |
| 2023/24 | UEFA Europa Conference League | 2. Qualifikationsrunde | Farul Constanța      | 4:6             | 2:3 (A) | 2:3 (H)       |
| 2024/25 | UEFA Conference League        | 1. Qualifikationsrunde | JK Tallinna Kalev    | 4:1             | 2:1 (A) | 2:0 (H)       |
| 2024/25 | UEFA Conference League        | 2. Qualifikationsrunde | FC Baník Ostrava     | 1:7             | 1:5 (A) | 0:2 (H)       |
| 2025/26 | UEFA Conference League        | 1. Qualifikationsrunde | FK Njoman Hrodna     | 1:6             | 1:2 (H) | 0:4 (A)       |

Gesamtbilanz: 40 Spiele, 7 Siege, 3 Unentschieden, 30 Niederlagen, 31:89 Tore (Tordifferenz −58)
Stand: 17. Juli 2025

## Trainer
- Jan Poštulka (2007)

## Bekannte Spieler
| - Samwel Melkonjan (2002–2008, 2009–2011) - Oleksandr Kutscher (2003) - Serghei Secu (2005) - Wahe Tadewosjan (2005–2006, 2009–2010) - Geworg Ghasarjan (2007) - Eugene Sseppuya (2007) | - Juninho (2010) - Nikolaj Nikolow (2010) - Deniran Ortega (2010) - Nika Pilijew (2014) - Peter Štepanovský (2014) - Tigran Gharabaghzjan (2015–2016) |

## Wappen
0(Vereinslogo bis 2019)